# Naturschutzgebiet Erlenbruch Klingeln Siepen
Koordinaten: 51° 16′ 10″ N, 8° 0′ 53″ O
Das Naturschutzgebiet Erlenbruch Klingeln Siepen mit einer Größe von 2,3 ha liegt südlich von Bönkhausen im Stadtgebiet von Sundern (Sauerland). Das Gebiet wurde 1993 mit dem Landschaftsplan Sundern durch den Kreistag des Hochsauerlandkreises erstmals als Naturschutzgebiet (NSG) mit einer Flächengröße von 0,75 ha ausgewiesen. Bei der Neuaufstellung des Landschaftsplaners Sundern wurde das NSG erneut ausgewiesen und vergrößert. Das NSG ist umgeben vom Landschaftsschutzgebiet Sundern.
Im Landschaftsplan 1993 wurde das Gebiet als Naturschutzgebiet Erlenbruch Klingersiepen ausgewiesen, obwohl der richtige Name des Gebietes Klingeln Siepen ist.

## Beschreibung
Das Naturschutzgebiet beinhaltet den Quellbach Klingersiepen, später auch Bönkhauser Bach genannt, mit den Bachlauf begleitenden Erlen-Auenwaldfragmenten sowie einen Hang-Quellerlenwald, der von schotterigen Sickerquellrinnen durchzogen wird. Der Erlenbruchwaldrest befindet sich auf einem relativ steilen Unterhang in östlich exponierter Lage. Der am Nordrand liegende Quellbach des Klingersiepen fließt in einem zwei bis vier Meter breiten Schotterbett und wird lokal von Erlen-Auenwaldfragmenten begleitet. Etwas südlich des Quellbaches stockt ein Erlen-Quellwald aus durchgewachsenen, alten Stockausschlägen. Der Boden ist oftmals nicht trittfest. Bereichsweise findet sich liegendes Totholz im Erlen-Quellwald. Das Auenwäldchen wird von schotterigen Sickerquellrinnen durchzogen. Angrenzend an die vernässten Bereiche stocken bei Ausweisung jüngere Fichten- und Lärchenforste sowie ein farnreicher Erlenbestand. Im südlichen Teil des NSG befindet sich ein weiterer quelliger Erlen-Auenwald.
Als Entwicklungsmaßnahme soll vorhandene Fichtennaturverjüngung entfernt werden. Zum NSG gehört im Westen entlang des Weges ein weniger vernässter Geländestreifen, auf dem die Entfernung des vorhandenen Fichtenholzanteils und die Ausdehnung des Laubholzanteils im Einvernehmen mit dem Eigentümer per vertraglicher Regelung oder als mögliche Kompensationsmaßnahme erfolgt.

## Schutzzweck
Schutzgrund laut Landschaftsplan: „Schutz und Erhaltung naturnaher Quellräume und ihrer Waldgesellschaften als bedeutsamem Trittstein im Quellen-Biotopverbund. Das NSG dient auch der nachhaltigen Sicherung von besonders schutzwürdigen Lebensräumen nach § 30 BNatSchG und von Vorkommen seltener Tier- und Pflanzenarten.“ Wie bei allen Naturschutzgebieten in Deutschland wurde in der Schutzausweisung darauf hingewiesen, dass das Gebiet „wegen der Seltenheit, besonderen Eigenart und Schönheit des Gebietes“ zum Naturschutzgebiet wurde.